# Districtul Lao Khwan
Lao Khwan (în thailandeză เลาขวัญ) este un district (Amphoe) din provincia Kanchanaburi, Thailanda, cu o populație de 54.967 de locuitori și o suprafață de 831,3 km².

## Componență
Districtul este subdivizat în 7 subdistricte (tambon), care sunt subdivizate în 82 de sate (muban).
| Nr. | Nume          | În thailandeză | Sate | Locuitori |  |
| --- | ------------- | -------------- | ---- | --------- |  |
| 1.  | Lao Khwan     | เลาขวัญ         | 15   | 9,333     |  |
| 2.  | Nong Sano     | หนองโสน        | 9    | 7,751     |  |
| 3.  | Nong Pradu    | หนองประดู่       | 10   | 9,066     |  |
| 4.  | Nong Pling    | หนองปลิง        | 17   | 9,305     |  |
| 5.  | Nong Nok Kaeo | หนองนกแก้ว      | 10   | 5,579     |  |
| 6.  | Thung Krabam  | ทุ่งกระบ่ำ        | 12   | 6,259     |  |
| 7.  | Nong Fai      | หนองฝ้าย        | 9    | 7,674     |  |